# Leskea fulva
Leskea fulva là một loài Rêu trong họ Leskeaceae. Loài này được Harv. mô tả khoa học đầu tiên năm 1836.